# مرزوقة آيت ميمون (مقام الطلبة)
مرزوقة آيت ميمون هي إحدى مشيخات المملكة المغربية، تتبع جغرافيا لإقليم الخميسات وإداريًا لمقام الطلبة. يقدر عدد سكانها بـ 6868 نسمة حسب الإحصاء الرسمي للسكان والسكنى لسنة 2004.